# Gita Mehta
Pour les articles homonymes, voir Mehta.
Gita Mehta (née Gita Patnaik à New Delhi (Inde britannique) en 1943 et morte le 16 septembre 2023 dans la même ville) est une écrivaine, réalisatrice et journaliste indo-américaine.

## Biographie
Née dans une famille Odia (en) de militants pour l’indépendance, elle est la fille de Biju Patnaik (1916–1997), un militant renommé de l’indépendance de l’Inde et fondateur du Prix Kalinga de l’Unesco pour la popularisation de la Science. Son plus jeune frère, Naveen Patnaik, est Premier ministre de l’Odisha. Elle étudie à l’université de Cambridge en Angleterre. 
Elle dirige et produit 14 documentaires télévisés pour des chaines européennes et américaines. Pendant les années 1970, elle est correspondante de guerre pour la chaine américaine NBC. 
Ses livres sont traduits en 21 langues et figurent sur les listes de best-seller en Europe, aux États-Unis et en Inde. Ils gravitent toujours autour de la culture de l’Inde, son histoire et la perception occidentale de son pays. Elle partage son temps entre New York, Londres et New-Delhi.

## Publications
- Karma Cola (dans lequel elle a décrit le marketing de la culture indienne en Occident dans les années 1970)
- Raj (La Maharani en français, éd. 1989, Presse de la renaissance)
- Snakes and Ladders
- A River Sutra (Narmada Sutra, éd. 1998, Belfond)
- Ganesh éternel